# Сарсаз (Бураевский район)
Сарсаз (баш. Һарыһаҙ) — деревня в Бураевском районе Республики Башкортостан Российской Федерации. Входит в состав Тепляковского сельсовета. 

## География

### Географическое положение
Расстояние до:
- районного центра (Бураево): 30 км,
- центра сельсовета (Тепляки): 4 км,
- ближайшей ж/д станции (Янаул): 98 км.

## Население
| 2002 | 2009 | 2010 |
| ---- | ---- | ---- |
| 49   | ↘41  | ↗46  |

Национальный состав
Согласно переписи 2002 года, преобладающая национальность — удмурты (94 %).